# Back-side bus
Back-side bus (BSB) — шина кеш-пам'яті другого рівня в процесорах з подвійною незалежною шиною (англ. DIB - dual independed bus).
Для зв'язку з контролером пам'яті призначена FSB (front-side bus), що працює як магістральний канал між процесором і чипсетом.
До процесорів на архітектурі DIB відносяться:
- Intel Pentium Pro — 64-бітна BSB;
- Intel Pentium II — 64-бітна BSB (зовнішній кеш L2);
- Intel Pentium III — 64 біт + 8 біт ECC (зовнішній кеш L2) або 256 біт + 32 біт ECC;
- Intel Pentium 4 — 256 біт + 32 біт ECC;
- Intel Core — 256 біт + 32 біт ECC;
- AMD Athlon — 64 біт + 8 біт ECC:
- AMD Athlon 64 — 128 біт + 16 біт ECC (у процесорів сімейства K8 контролер пам'яті вбудований в процесор, зв'язок з чипсетом здійснюється по шині HyperTransport);

та ін.